# Monteluco
Monteluco is een plaats (frazione) in de Italiaanse gemeente Spoleto.